# Akrokórinthos
Akrokórinthos är ett berg i Grekland.   Det ligger i regionen Peloponnesos, i den sydöstra delen av landet, 70 km väster om huvudstaden Aten. Toppen på Akrokórinthos är 560 meter över havet, eller 329 meter över den omgivande terrängen. Bredden vid basen är 3,6 km.
Terrängen runt Akrokórinthos är kuperad söderut, men norrut är den platt. En vik av havet är nära Akrokórinthos norrut.Runt Akrokórinthos är det ganska tätbefolkat, med 100 invånare per kvadratkilometer. Närmaste större samhälle är Korinth, 8,6 km nordost om Akrokórinthos. 